# Insulina NPH

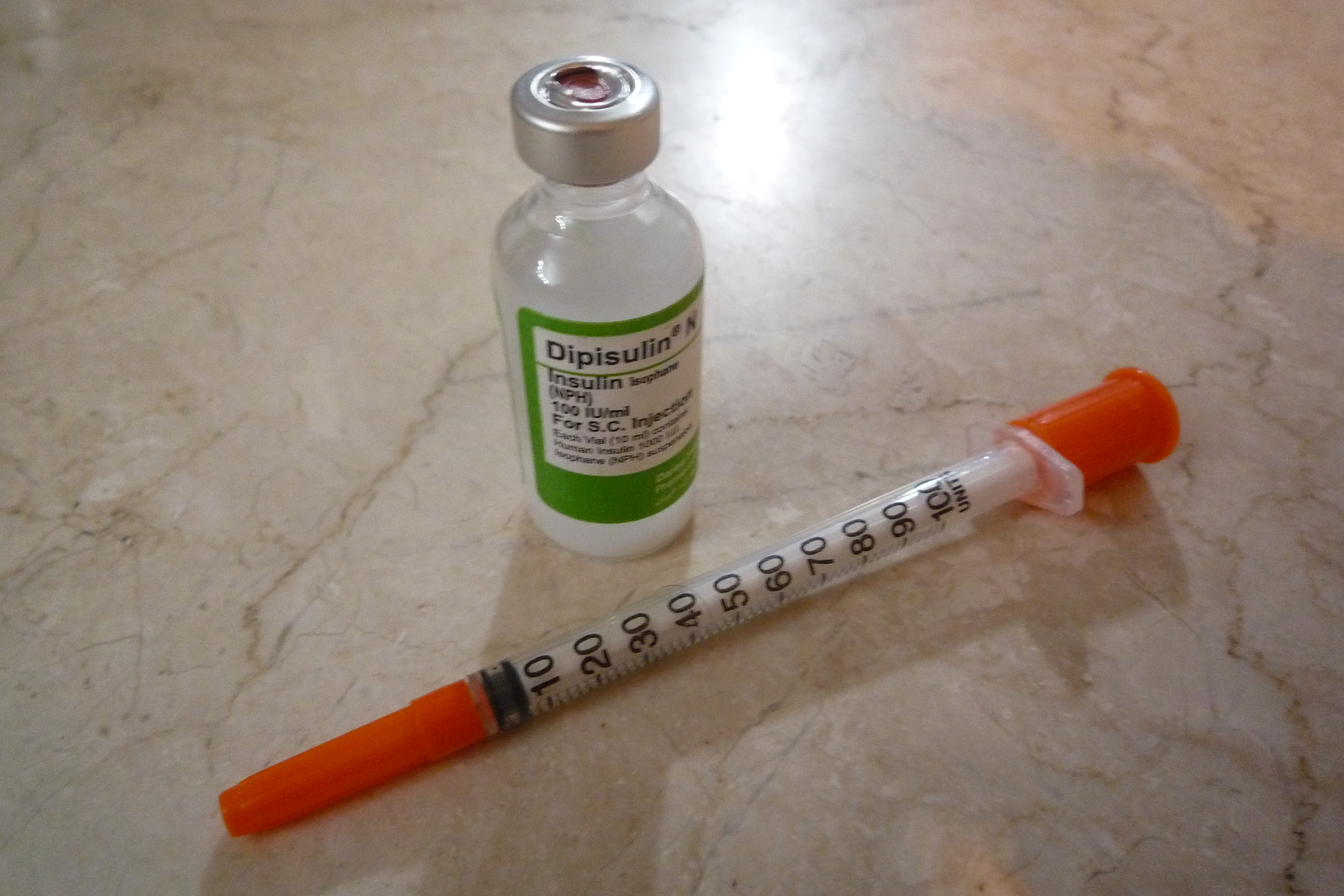
Insulina

Insulina NPH  (Neutral Protamine Hegedorn) é uma insulinoterapia para ajudar a controlar a concentração sanguínea de glicose em pessoas com diabetes. Ela é usada por injecção sob a pele uma vez duas vezes ao dia. O início dos efeitos ocorre normalmente em 90 minutos e duram 24 horas. Estão disponíveis versões que vêm pré-misturadas com uma insulina de acção rápida, como a insulina regular.
O efeito secundário mais comum é de baixa de açúcar no sangue. Outros efeitos secundários podem incluir dor ou alterações da pele nos locais de injecção, baixo potássio no sangue e reacções alérgicas. O uso durante a gravidez é relativamente seguro para o bebé. A insulina NPH é feita pela mistura de insulina regular e protamina em proporções exactas com zinco e fenol, no qual um pH-neutro é mantido e cristais se formam. Há versões de insulina humana e insulina de porco.
A insulina protamina foi criada pela primeira vez em 1936 e a insulina NPH por Hans Christian Hagedorn em 1946. Faz parte da Lista de Medicamentos Essenciais da Organização Mundial de Saúde, uma lista dos mais eficazes e seguros medicamentos que são necessários em um sistema de saúde. O seu custo no mundo em desenvolvimento é de cerca de 2.23 a 10.35 USD por 1.000 ui de insulina NPH. No Reino Unido, 1.000 ui de insulina NPH custa ao SNS 7.48 libras, enquanto nos Estados Unidos este valor sobre para 134.00 dólares.